# Самтер (округ, Южная Каролина)
Округ Самтер (англ. Sumter County) располагается в штате Южная Каролина, США. Официально образован в 1798 году. По состоянию на 2010 год, численность населения составляла 107 456 человек.

## География
По данным Бюро переписи США, общая площадь округа равняется 1766,382 км2, из которых 1722,352 км2 суша и 44,030 км2 или 2,440 % это водоёмы.

## Население
По данным переписи населения 2010 года в округе проживает 107 456 жителей в составе 46 079 домашних хозяйств и 27 616 семей. Плотность населения составляет 61,00 человек на км2. На территории округа насчитывается 46 452 жилых строений, при плотности застройки около 24,00-ти строений на км2. Расовый состав населения: белые — 49,40 %, афроамериканцы — 47,00 %, коренные американцы (индейцы) — 0,40 %, азиаты — 1,20 %, гавайцы — 0,10 %, представители других рас — 0,80 %, представители двух или более рас — 1,08 %. Испаноязычные составляли 3,60 % населения независимо от расы.
В составе 36,50 % из общего числа домашних хозяйств проживают дети в возрасте до 18 лет, 50,20 % домашних хозяйств представляют собой супружеские пары проживающие вместе, 18,30 % домашних хозяйств представляют собой одиноких женщин без супруга, 26,80 % домашних хозяйств не имеют отношения к семьям, 23,20 % домашних хозяйств состоят из одного человека, 8,50 % домашних хозяйств состоят из престарелых (65 лет и старше), проживающих в одиночестве. Средний размер домашнего хозяйства составляет 2,68 человека, и средний размер семьи 3,17 человека.
Возрастной состав округа: 28,10 % моложе 18 лет, 10,50 % от 18 до 24, 29,40 % от 25 до 44, 20,70 % от 45 до 64 и 20,70 % от 65 и старше. Средний возраст жителя округа 33 года. На каждые 100 женщин приходится 93,90 мужчин. На каждые 100 женщин старше 18 лет приходится 90,20 мужчин.
Средний доход на домохозяйство в округе составлял 33 278 USD, на семью — 38 970 USD. Среднестатистический заработок мужчины был 28 083 USD против 21 162 USD для женщины. Доход на душу населения составлял 15 657 USD. Около 13,10 % семей и 16,20 % общего населения находились ниже черты бедности, в том числе — 21,60 % молодежи (тех, кому ещё не исполнилось 18 лет) и 17,40 % тех, кому было уже больше 65 лет.